# 267 (tal)
267 är det naturliga talet som följer 266 och som följs av 268.

## Inom vetenskapen
- 267 Tirza, en asteroid.

## Inom matematiken
- 267 är ett udda tal.
- 267 är ett semiprimtal